# Szanydzsaja Belatthaputta
Szanydzsaja Belatthaputta (szó szerint: "Sanydzsaja a belattha klánból") indiai aszkéta tanító, aki az i.e. 5. vagy a 6. században élt, egy időben a történelmi Buddhával és Mahávírával.
A páli irodalomban Szanydzsaja tanításait „elkerülőként” vagy „agnostikusként” jellemzi. Hecker (1994) szerint ez egy fajta dialectikus egzisztencializmus" az akkor népszerű materialista nézet mellett (például, amit az aszkéta Adzsita Keszakambalí tanított.)  Például a Samannaphala-szuttában (DN 2), Szanydzsaja a következőket mondja:
„Ha engem kérdeztek, hogy létezik egy világ ezen kívül [a halál után], ha azt gondolnám, hogy létezik egy másik világ, vajon elmondanám azt nektek? Nem hinném. Én nem úgy gondolkodok. Nem is máshogy gondolkodok. Nem gondolom, hogy nem. Nem gondolom, hogy nem nem. Ha megkérdeznétek, hogy nincs-e egy másik világ... van is meg nincs is... nincs is meg nem nincs is... vannak-e vajon ezek között átjáró lények... nincsenek-e... mindkettő... egyik sem... létezik-e a Tathágata a halál után... vagy nem... vagy mindkettő... vagy egyik sem, elmondanám azt nektek? Nem hinném. Én nem úgy gondolkodok. Nem is máshogy gondolkodok. Nem gondolom, hogy nem. Nem gondolom, hogy nem nem.”
A Brahmadzsála-szuttában (DN 1) Szanydzsaja elméleteit úgy nevezik, hogy amaravikkhepavad, azaz „izgő-mozgó angolna elmélet”.
Szanydzsaja volt Buddha jövendőbeli két tanítványának (Maudgaljájanának és Száriputtának) az első tanítványa. Ez a két későbbi arhant végül elhagyta Szanydzsaját, mert tanításai nem csillapították azon vágyukat, hogy véget vessenek a szenvedésnek (lásd: dukkha).
A dzsaina irodalomban Szanydzsaja dzsaina bölcsként (szanszkrit: muni) szerepel. Úgy tartják, hogy hatással voltak rá a dzsaina tanok, jóllehet a dzsaina filozófusok kritikusan vélekedtek Szanydzsajával kapcsolatban.